# Gare d'Olympie
La gare d'Olympie une gare ferroviaire grecque, terminus de la ligne de Pyrgos à Olympie, située sur le territoire de la ville d'Olympie, dans le district régional d'Élide, à l'ouest du Péloponnèse.

## Situation ferroviaire
Établie à 46 mètres d'altitude, la gare terminus d'Olympie est située au |point kilométrique (PK) 20,8 de la ligne de Pyrgos à Olympie, à voie unique et métrique, après la gare de Koskina.

## Histoire
La construction de la gare a commencé en 1890 et le bâtiment central et les installations ont été inaugurés en 1891 lors de la mise en service de la ligne de Pyrgos à Olympie. Le bâtiment a été renouvelé plusieurs fois dont la dernière lors de la reconstruction de la ligne entre 2001 et 2003.[réf. nécessaire]
Jusqu'en 2004 elle fut desservie par un à deux pairs de trains directs en provenance d'Athènes.[réf. nécessaire]

## Service des voyageurs

### Desserte
Olympie est desservie quotidiennement par des trains locaux en provenance soit de la commune de Katakolo soit de la ville de Pyrgos.